# Деєшть (Вилча)
Деєшть, Деєшті (рум. Dăești) — село у повіті Вилча в Румунії. Входить до складу комуни Деєшть.
Село розташоване на відстані 159 км на північний захід від Бухареста, 10 км на північ від Римніку-Вилчі, 107 км на північний схід від Крайови, 108 км на південний захід від Брашова.

## Населення
За даними перепису населення 2002 року у селі проживали 998 осіб, усі — румуни. Усі жителі села рідною мовою назвали румунську.